# Zhangjiajie
Zhangjiajie (张家界; pinyin: Zhāngjiājiè) è una Città-prefettura nella parte nord-occidentale della provincia cinese dello Hunan.
Essa comprende il distretto di Yongding, il distretto di Wulingyuan, la contea di Cili e la contea di Sangzhi. Al suo interno si trova l'area di Wulingyuan, che nel 1992 è stata inserita dall'UNESCO nell'elenco dei Patrimoni dell'Umanità, e che è stata indicata dalla China National Tourism Administration come area di interesse paesaggistico di quinto livello (AAAAA, massimo livello tra le categorie di valutazione delle attrazioni turistiche cinesi).

## Origine del nome
La città un tempo era chiamata Dayong (大庸), e le prime testimonianze sulla sua storia risalgono al 221 a.C.
Il nuovo nome "Zhangjiajie" fu adottato nel 1994, prendendo il nome dal parco nazionale nell'area paesaggistica di Wulingyuan, al fine di dare ad esso più visibilità, dopo il suo inserimento tra i Patrimoni dell'Umanità nel 1992. Il parco nazionale a sua volta ha preso il nome da un piccolo villaggio collocato all'interno dei suoi confini (e che ora è anche una popolare attrazione turistica all'interno del parco).
Il nome, formato da tre caratteri  (张家界), può essere interpretato così: "Zhang" (张) è un cognome comune in Cina; "jia" (家) può essere tradotto come "famiglia"; e  "jie" (界) si può tradurre come "patria". Il significato complessivo del toponimo sarebbe così "patria della famiglia Zhang". Qualche guida turistica ha sostenuto che il nome possa essere stato scelto per dare l'idea o l'impressione di una regione che "apre la porta di casa per accogliere il mondo", ma questo non è il significato localmente accettato, né quello letterale. La versione ufficiale di questo nome è legata al generale Han, Zhang Liang, che ricolonizzò l'area dopo che il sospettoso imperatore Han, Liu Bang, ebbe iniziato a perseguitare i suoi ufficiali e i generali, che avevano contribuito alla sua ascesa al trono.

## Storia
I primi insediamenti umani in quest'area, localizzati lungo entrambe le rive del fiume Lishui (il fiume principale della regione), risalgono alla prima parte dell'Età della pietra, vale a dire a 100,000 anni fa, alla pari di città famose come Xi'an o Pechino. Nel 1986 l'Accademia delle Scienze Sociali cinesi ha infatti scoperto reperti dell'età della pietra nella contea di Cili, portando alla luce 108 articoli di porcellana, risalenti appunto a 100,000 anni fa. Poco dopo, nel 1988, l'Istituto archeologico della provincia dello Hunan ha trovato altri reperti nella contea di Sangzhi, tra cui tre frammenti di porcellana, la cui epoca di fabbricazione è stata stimata attorno a 100,000 anni fa. Data a diecimila anni fa invece l'utilizzo del fuoco da parte degli abitanti di questa regione, per cuocere la ceramica: gli archeologi infatti hanno trovato ben 20 reperti di questo tipo nella contea di Cili, mentre in quella di Sangzhi hanno scoperto un vaso di porcellana nera, con un disegno unico nel suo genere. Questa tecnica di cottura della ceramica all'epoca era la più avanzata di tutta la Cina. Tali conquiste tecniche nella fabbricazione di strumenti in pietra e di ceramica, sembrerebbe indicare una cultura molto sviluppata in questa regione; tuttavia la comunità che si sviluppò non durò a lungo prima di decadere ed essere soppiantata da altre potenze regionali. Ciò sembra dovuto alla remota posizione geografica di quest'area, al sottosviluppo dei trasporti via terra e via fiume di questa regione in quell'epoca, e alla sua natura montagnosa, che rese difficile la coltivazione.

## Economia
La prefettura è soprattutto un'area turistica. Essa attrae visitatori da tutta la Cina e da altri paesi asiatici come la Corea, e sta aumentando la sua popolarità presso gli altri turisti internazionali.

## Attrazioni turistiche
L'area di interesse storico e paesaggistico di Wulingyuan comprende il parco forestale nazionale di Zhangjiajie, la catena montuosa di Tianzishan(天子山), Baofenghu (宝峰湖) e la valle di Suoxi (索溪峪), ed è una destinazione turistica molto conosciuta. Inoltre in questa prefettura si trovano anche le grotte di Huanglongdong (黄龙洞) e Longwangdong (龙王洞), conosciute per le numerose formazioni rocciose (simili a quelle di Wulingyuan) e le sue cascate sotterranee. Un'altra attrazione presente in questa zona è l'ascensore Bailong. Ogni anno poi Zhangjiajie ospita l'"International Country Music Week Festival".

## Amministrazione

### Suddivisioni amministrative
- Distretto di Wulingyuan
- Distretto di Yongding
- Contea di Cili
- Contea di Sangzhi

### Gemellaggi
- Hadong, dal 2006
- Santa Fe, dal 2009
- Naruto, dal 2011

## Galleria d'immagini

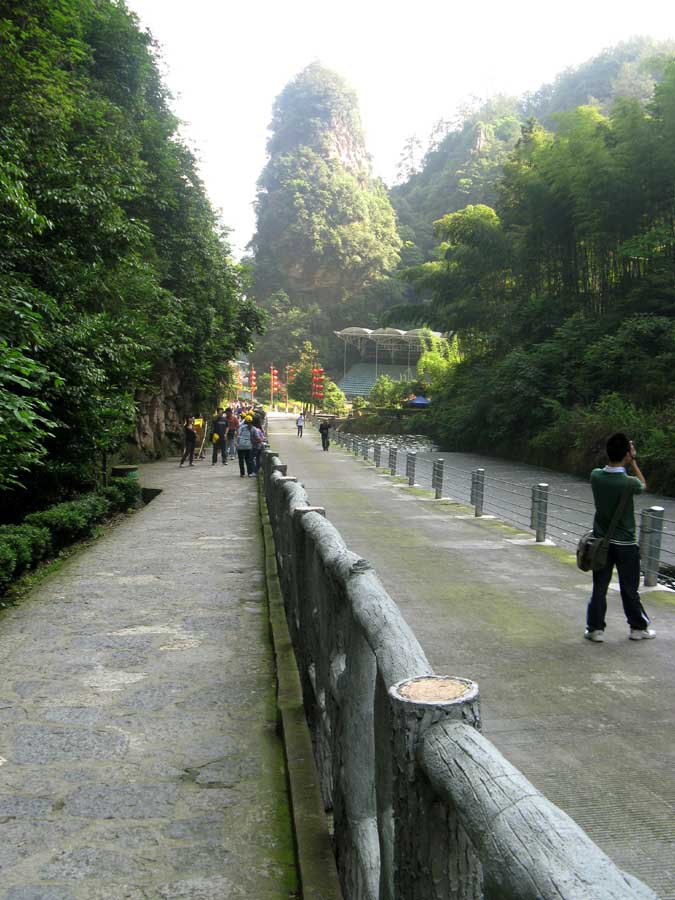
Sentiero che conduce al lago Baofeng
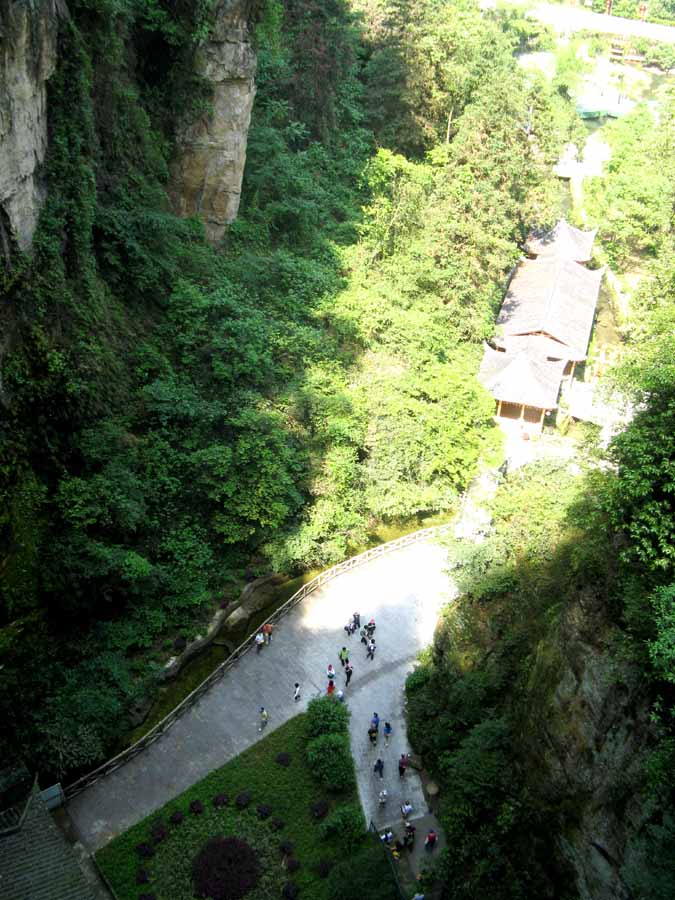
Vista dalle colline
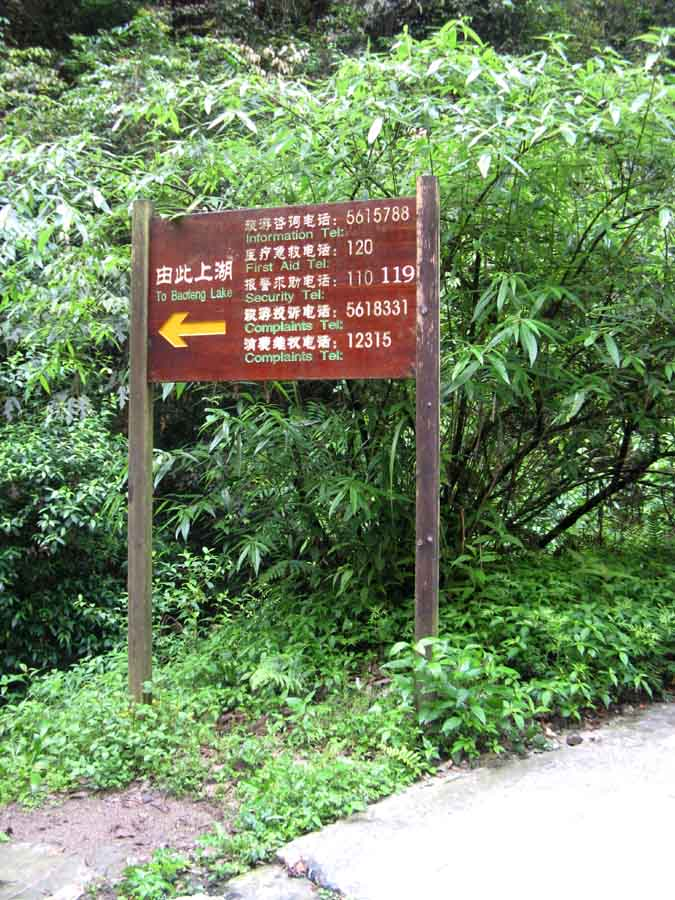
Verso il lago Baofeng
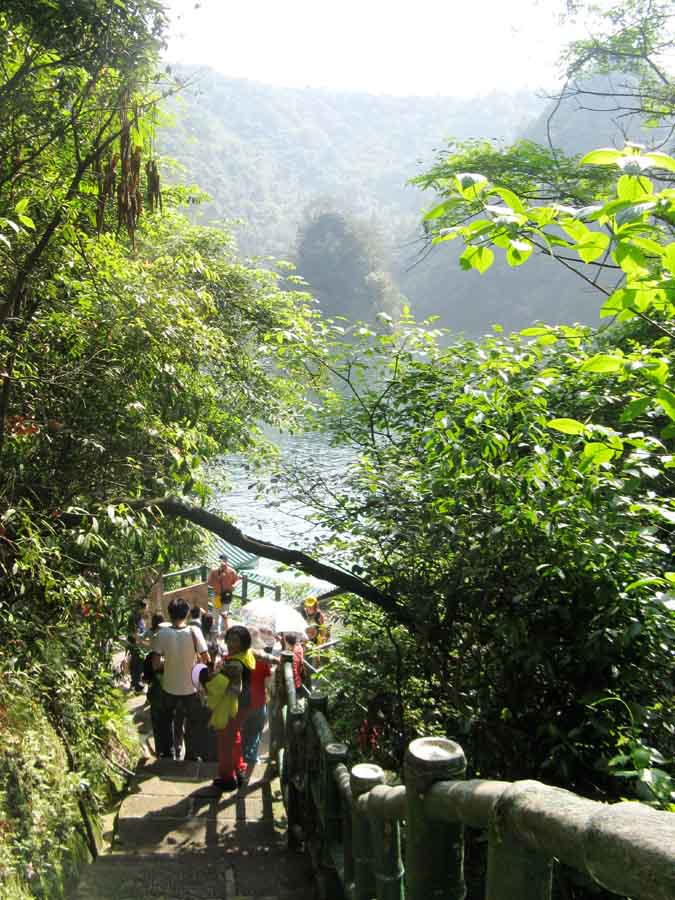
Giù verso il lago Baofeng
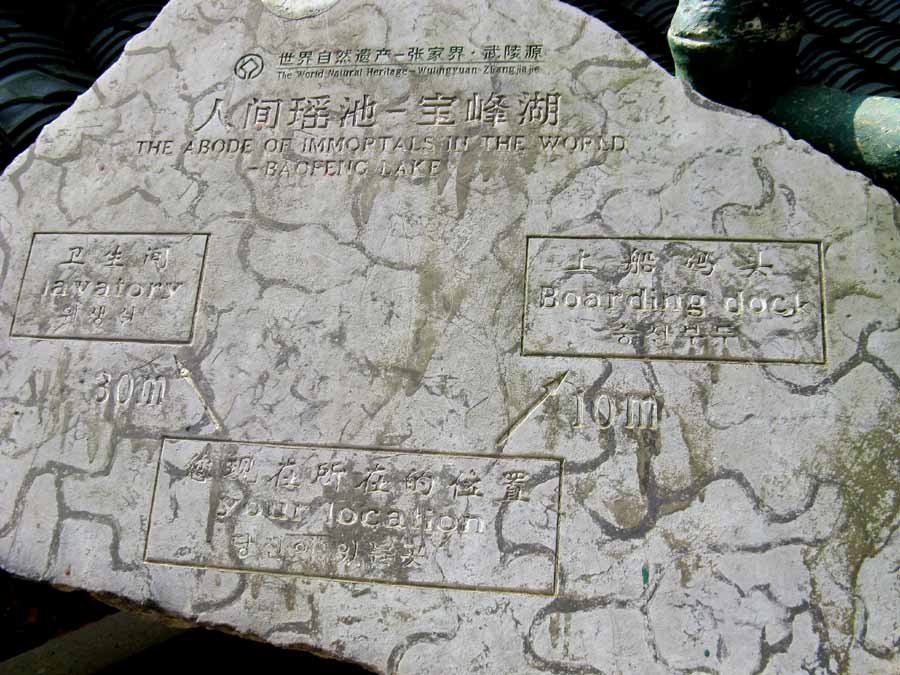
Direzione
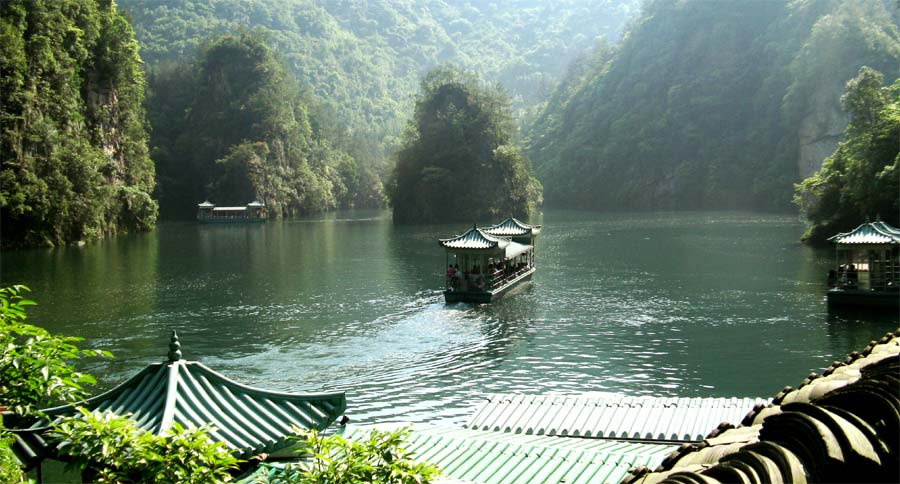
Barca tradizionale cinese
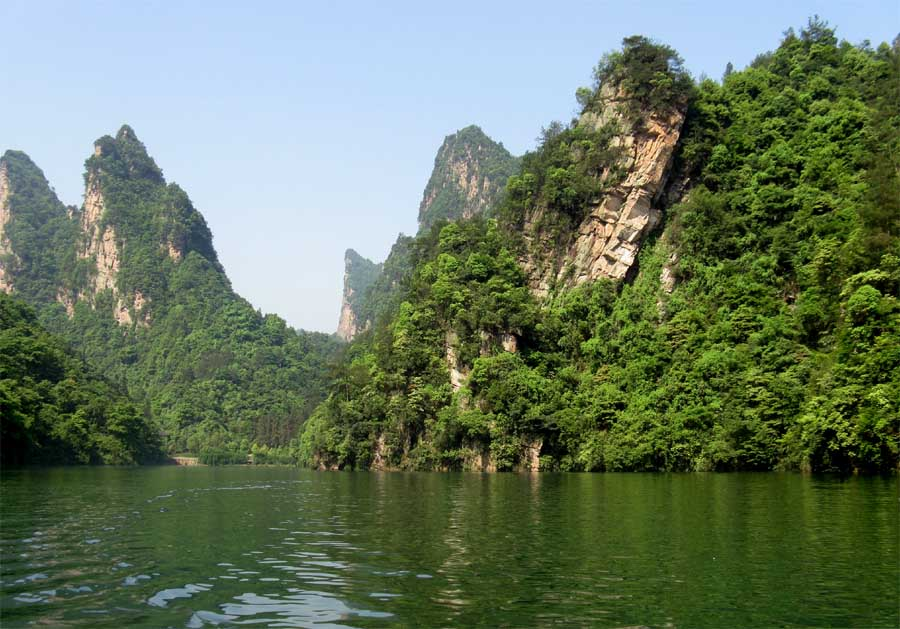
Lago Baofeng
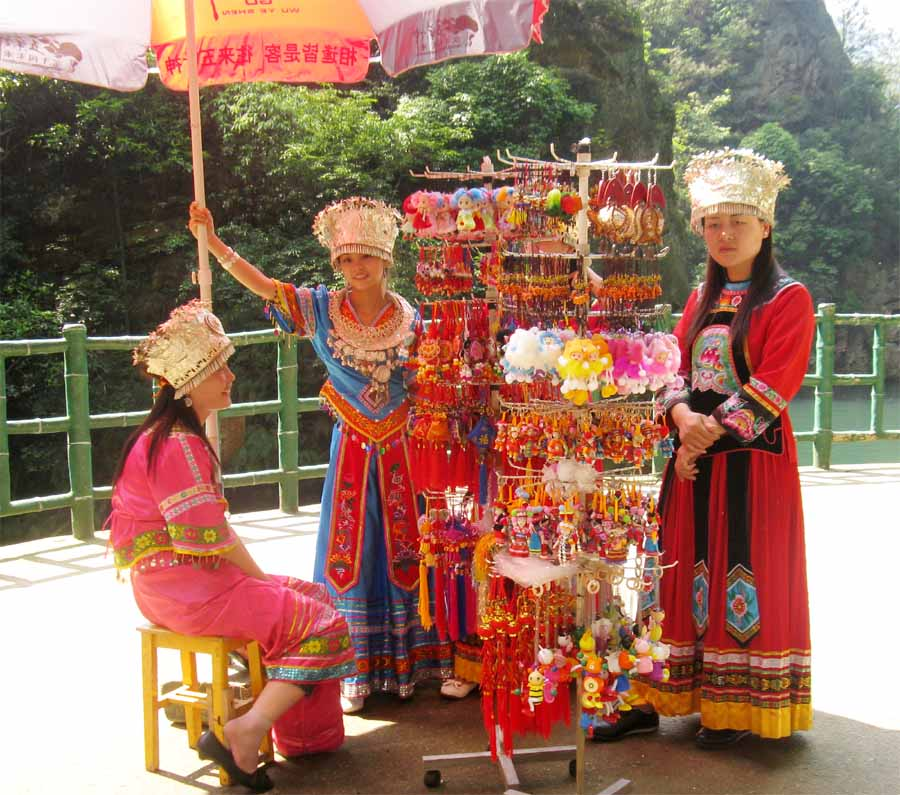
Ragazze cinesi in abiti tradizionali dello Zhangjiajie